# 상업 혁명
상업 혁명(商業革命, 영어: Commercial Revolution)은 15세기 말 대항해시대 이후 서양에서 일어난 상업 체계 및 무역의 변혁을 총칭한다.
15세기 말, 신대륙과 신항로의 발견으로 이루어진 유럽 경제의 변모. 지중해에서 대서양으로 상업통로가 옮겨지자 북이탈리아의 도시와 상인은 급속도로 쇠퇴해지고 대신 포르투갈과 에스파냐로 번영의 중심지가 이동되었다. 더욱이 에스파냐가 식민지로 신대륙을 경영한 결과 유럽의 물가를 3배 이상으로 상승시키는 가격혁명을 일으키게 할 만큼 풍부한 양의 은이 유입되었다. 이와 때를 같이 하여 새로운 세계 시장과 상업이 개시되었는데, 유럽 자본주의 형성의 전제가 되었다.

## 개요
크리스토퍼 콜럼버스의 신대륙 발견과 바스코 다 가마의 동인도 항로의 발견 등으로 세계 무역의 구조에 변화가 일어나 유럽에서 교역의 중심이 지중해(로마 제국 이래로)에서 대서양 지역으로 이동하였다. 그 결과 유럽 내에서 세력이 교체되었으며, 경제, 사회, 생활에 변화가 일어났다. 이로써 이탈리아, 독일의 동방 무역은 쇠퇴하였고, 대신에 스페인, 포르투갈, 네덜란드, 영국이 세계 무역의 패권을 쥐게 되었다. 그리고 유럽 직물 공업의 발흥을 촉진해 자본주의 발전의 기틀을 마련했다.

## 영국의 상업 혁명
대서양 교역의 진전에 의해 17세기 영국에서 일어난 경제 구조의 변동은 영국사에서 "상업 혁명"이라고 불린다.

## 같이 보기
- 가격 혁명